# 红宝苗族彝族乡
红宝苗族彝族乡，是中华人民共和国四川省攀枝花市盐边县下辖的一个乡镇级行政单位。

## 行政区划
红宝苗族彝族乡下辖以下地区：
谜塘村、干坪子社区村、广东湾村、长草坪村、蚂蝗箐村、中槽村和核桃箐社区村。